# Marta Titaniec
Marta Joanna Titaniec (ur. 9 lipca 1974) – prezeska Fundacji Świętego Józefa Konferencji Episkopatu Polski, współinicjatorka Inicjatywy Zranieni w Kościele, wiceprezeska Klubu Inteligencji Katolickiej w Warszawie, sekretarz generalna Polskiej Rady Chrześcijan i Żydów, członkini Zespołu Laboratorium „Więzi”, w latach 2010–2018 kierowniczka działu projektów zagranicznych w Caritas Polska.

## Życiorys
Absolwentka politologii na Uniwersytecie Kardynała Stefana Wyszyńskiego w Warszawie.
Jest związana z warszawskim Klubem Inteligencji Katolickiej (KIK), a od 2018 członkinią jego zarządu. Pełniła funkcję wiceprezes zarządu KIK w latach 2020–2022 i ponownie od 3 lipca 2023. Jest także członkinią Zespołu Laboratorium „Więzi”.
Od 2000 roku jest sekretarzem generalnym Polskiej Rady Chrześcijan i Żydów. Była przewodniczącą Komitetu Organizacyjnego X i XI Zjazdu Gnieźnieńskiego, a także jest wiceprezeską Fundacji Św. Wojciecha-Adalberta w Gnieźnie.
Zajmuje się pomocą humanitarną na Bliskim Wschodzie, Ukrainie, Białorusi, w Azji i Afryce. W latach 2010–2018 odpowiadała za projekty zagraniczne w Caritas Polska. Wraz z ks. Marianem Suboczem jest współautorką największego polskiego programu skierowanego do syryjskich rodzin Rodzina Rodzinie. Była wiceprezeską, a od maja 2018 jest prezeską Fundacji Most Solidarności.
W 2019 roku była współinicjatorką Inicjatywy Zranieni w Kościele (ZwK) oraz telefonu zaufania i środowiska wsparcia dla osób dotkniętych przemocą seksualną w Kościele katolickim. Telefon wsparcia ZwK powstał przy współpracy Klubu Inteligencji Katolickiej w Warszawie, Laboratorium Więzi oraz Fundacji Pomocy Psychologicznej Pracownia Dialogu.

## Działalność w Fundacji Świętego Józefa KEP
W październiku 2019 Marta Titaniec stanęła wraz z ks. Tadeuszem Michalikiem na czele powołanej przez biskupów Fundacji Świętego Józefa, która formalnie rozpoczęła działalność 7 stycznia 2020 (rejestracja w KRS). Wybory prezesa odbyły się po podpisaniu porozumienia z Konferencją Wyższych Przełożonych Męskich Zakonów w Polsce i pełnym ukonstytuowaniu się zarządu. Konferencja Episkopatu Polski 12 czerwca 2021 potwierdziła wybór prezesa FSJ przez Radę Fundacji Świętego Józefa KEP, która 6 maja 2021 wybrała na to stanowisko Martę Titaniec.
W czasie pierwszej kadencji władz Fundacji Świętego Józefa KEP, w latach 2020–2022, praca Marta Titaniec upłynęła pod znakiem budowania struktury fundacji i systemu jej działania. W tym czasie działalność Fundacji skupiona była na włączeniu do współpracy zakonów męskich, powołaniu diecezjalnych i zakonnych koordynatorów Fundacji, ustaleniu regulaminu grantowego, a także na realizacji projektów własnych i przede wszystkim na wsparciu pokrzywdzonych oraz działalności diecezji i zakonów w zakresie ochrony pokrzywdzonych. W październiku 2022 Zarząd Fundacji Świętego Józefa rozpoczął kolejną trzyletnią kadencję w niezmienionym składzie (Marta Titaniec – prezes, ks. Grzegorz Strzelczyk, ks. Janusz Łuczak SAC).

## Publikacje (wybrane)
- Marta Titaniec: Jak pomagać osobom skrzywdzonym przez ludzi Kościoła?. Deon.pl. [dostęp 2024-03-20].
- Najważniejsze jest towarzyszenie [w:] Zranieni. Rozmowy o wykorzystywaniu seksualnym w Kościele, Justyna Kaczmarczyk, WAM 2021, s. 65-77. ISBN 978-83-277-1898-3.
- Musimy się odważyć stanąć pod krzyżem [w:] To my wychowamy Kościół, Magdalena Kędzierska-Zaporowska, eSPe 2021, s. 241-277.
- ISBN 978-83-8201-071-8.
- Marta Titaniec, ks. Piotr Studnicki: Polska: od Kościoła nieprzygotowanego do Kościoła działającego. KEP, L’Osservatore Romano, 2021-09-22. [dostęp 2024-03-20].
- On mnie nauczył słuchać [ w: ] Kobiety Świętego Józefa, Małgorzata Terlikowska, Esprit 2023, s. 255-271. ISBN 978-83-8201-071-8.
- współautor P. Studnicki, Pomoc ofiarom wykorzystania seksualnego i system prewencji [w:] Kościół w Polsce 2023. Raport, Katolicka Agencja Informacyjna, Instytut Dziedzictwa Myśli Narodowej, s. 126-137. ISBN 978-83-967973-6-0.

### Wywiady
- Dawid Gospodarek: Fundacja św. Józefa jak system pomocy z przypowieści o Dobrym Samarytaninie. ekai.pl, 25 listopada 2020. [dostęp 2024-03-20].
- Joanna Bercal-Lorenc: Zakonnice dzwonią tam po pomoc. Takie nadużycia zgłaszają najczęściej. WP Kobieta, 13-02-2023. [dostęp 2024-03-20].
- Dawid Gospodarek i Tomasz Królak: Zarząd Fundacji św. Józefa: działania Kościoła mogą być inspiracją dla innych środowisk. ekai.pl, 24 lutego 2023. [dostęp 2024-03-20].